# Heere Heeresma
Simon Heere Heeresma (Amsterdam, 9 mars 1932 - Laren, 26 juin 2011) est un écrivain et poète néerlandais. Il fait ses débuts en 1954 avec un recueil de poèmes intitulé Kinderkamer (Chambre d’enfants). C’est toutefois dans les années 1960 et 1970, époque des «provo» qu’il connaît un énorme succès en tant qu’écrivain. En 1970, avec quelques autres écrivains partageant ses idées, il publie le Manifest voor de jaren zeventig (Manifeste pour les années 1970), plaidoyer pour des œuvres littéraires «lisibles». Par la suite, il continuera à écrire  pour divers journaux et stations radiophoniques. S’il fait publier peu de nouveaux ouvrages durant cette période, ses livres précédents continuent à jouir d’un grand succès et sont régulièrement réédités. Il fera un retour en 2005 avec la publication de deux ouvrages relatant ses souvenirs de jeunesse et s’éteindra en 2011 à l’âge de soixante-dix-neuf ans.

## Biographie
Simon Heere Heeresma était le fils aîné d’un théologien peu orthodoxe, qui prêchait entre autres choses qu’il n’y avait pas de vie après la mort et qui, de 1932 et 1942, publia son propre mensuel d’études bibliques, Le Flambeau. Deux autres fils devaient suivre, Marcus et Faber qui devaient également gagner une certaine réputation comme écrivains. Son père étant décédé alors qu’il n’avait que douze ans, Simon Heere dut commencer à travailler très tôt, étant successivement garçon d’épicerie, agent de voyage et fonctionnaire, avant de réussir à s’imposer comme rédacteur de publicités .
Il fit ses débuts littéraires en 1954 avec un recueil de poèmes intitulé Kinderkamer (Chambre d’enfants). En 1957, sa première nouvelle  In  het voorbijgaan publiée dans le journal Podium consacra son statut d’écrivain. Mais ce n’est qu’en 1962, avec le succès de son recueil de contes Bevind van zaken et de son court roman Een dagje naar het strand, qu’il décida de se consacrer exclusivement à l’écriture,. Avec son frère Fabien, devenu auteur de polars, il écrivit sous le pseudonyme conjoint de Heeresma Inc. un roman d’espionnage, Teneinde in Dublin, en 1969. Malheureusement son frère devait décéder peu après. Avec le matériel que Faber laissait derrière lui, il publia en 1973 un deuxième « spécial-espionage », Hallo, hallo… bent U daar, Plotsky?.
Suivirent en 1968 et 1969 une série de “romans pornographiques”, parodies du genre, publiés à Anvers sous divers pseudonymes : Ben Bulla, Hohannes Back, Rochus Brandera et Horst Liederer,. Ceux-ci devaient être réédités en 1982 sous les titres Pornotaria et Een hete ijssalon, cette fois sous son propre nom.
En 1970, avec Peter Andriesse, Hans Plomp et George Kool, il publia le Manifest voor de jaren zeventig (Manifeste pour les années 1970), une charge contre l’ordre établi des éditeurs et des écrivains des années 1960, perdus dans des textes abstraits sans contact avec la réalité. Les auteurs du manifeste plaident pour des textes lisibles dans lesquels les lecteurs puissent se reconnaitre. Heeresma se mit alors à  inonder personnalités publiques et institutions de lettres de protestation sur les sujets les plus divers. En même temps, il se mit à écrire pour divers journaux, certains renommés, d’autres moins connus. Il rédigea ainsi des revues de livres pour Elsevier et des chroniques pour le Haagse Post. De 1969 à 1972, il fut rédacteur du journal Soma . Il écrivit peu de nouveaux livres parurent durant cette période, même si ceux déjà publiés furent régulièrement réédités. Il travailla également pour la radio, écrivant de nombreuses chroniques pour la station VPRO. En 1973 il devait s’établir officiellement en France, à Vals-les-Bains en Ardèche, pour des raisons fiscales bien qu’il continua à résider à Amsterdam, écrivant pour la télévision ainsi que pour les périodiques Bijlmermin et Bijlmer Post.
Il devait faire un retour fort réussi en 2005 avec ses souvenirs de jeunesses en deux parties, Een jongen uit Plan Zuid ’38 - ’43 et En jongen uit Plan Zuid ’43 - ’46 (Un jeune homme du Plan Sud ’38 - ’43 et ’43-’46). En 2006 devait être publié le roman Kijk, een drenkeling gaat voorbij, évoquant également des souvenirs de jeunesse, lequel reçut une critique très favorable. Heere Heeresma devait s’éteindre à l’âge de 79 ans le 26 juin 2011 après une longue maladie dans une maison de soin pour artistes et scientifiques, la Rosa Spierhuis, à Laren en Hollande du Nord.

## Style
Les premiers écrits de 1962 adoptent  un style réaliste, décrivant dans Een dagje naar het strand (Une journée à la plage), la solitude et les faiblesses humaines de l’alcoolique Bernard. L’année suivante, De vis tend vers un style un peu plus surréaliste. Mais c’est dans Juweeltjes van waterverf (Joyaux de la peinture à l’eau) paru en 1965 qu’apparaît cet humour quelque peu burlesque et cinglant qui caractérisera désormais son œuvre. Dans les ouvrages suivants il tentera d’amener son lecteur à sortir de sa zone de confort et à remettre en cause les certitudes bien établies pour lui faire accepter des approches sinon nouvelles, du moins différentes. Avec un  mélange raffiné d’humour et de parodie il décrit de façon mordante la rectitude intransigeante de la société dans laquelle il vit et, se faisant, réussit à provoquer l’hilarité du lecteur. On a comparé le style de ses premières œuvres à celui de Gerard Reve : un mélange de langue formelle, de réminiscences bibliques et de flegmatisme. Rapidement toutefois, il évolua vers un style très personnel, laconique, anti-idéaliste et fermement ancré dans la réalité telle que vécue au quotidien par ses personnages qui se sentent perdus et abandonnés. Comme le dit dès 1962 l’un des personnages principaux de Bevind van zaken : «J’ai maintenant tout ce que je désirais posséder; pourtant je dois avouer que je ne suis pas heureux». Dans le Manifeste pour les années ’70, Heeresma et ses coauteurs appelaient les auteurs à écrire des textes «compréhensibles». Dans ses ouvrages il tentera toujours de permettre au lecteur de s’identifier aussi étroitement que possible à ses personnages; son ton badin et humoristique lui permet de faire comprendre à quel point personnages et situations sont stéréotypées. Le style de Heeresma correspond à sa conception de la vie. Pour lui toutes les sociétés se ressemblent, fruits de la société de consommation à laquelle elles appartiennent toutes. La très grande pauvreté est devenue à peu près aussi absente que la très grande richesse. Nos sociétés ont délaissé cette volonté de combattre qui pourrait faire progresser la civilisation; au contraire, elles se dirigent vers le chaos; ce qu’il résumait dans un article du Hervormd Nederland (31-10-1970) par la phrase : «On ne fait plus appel à ce qu’il y a de meilleur en nous».

## Adaptations cinématographiques

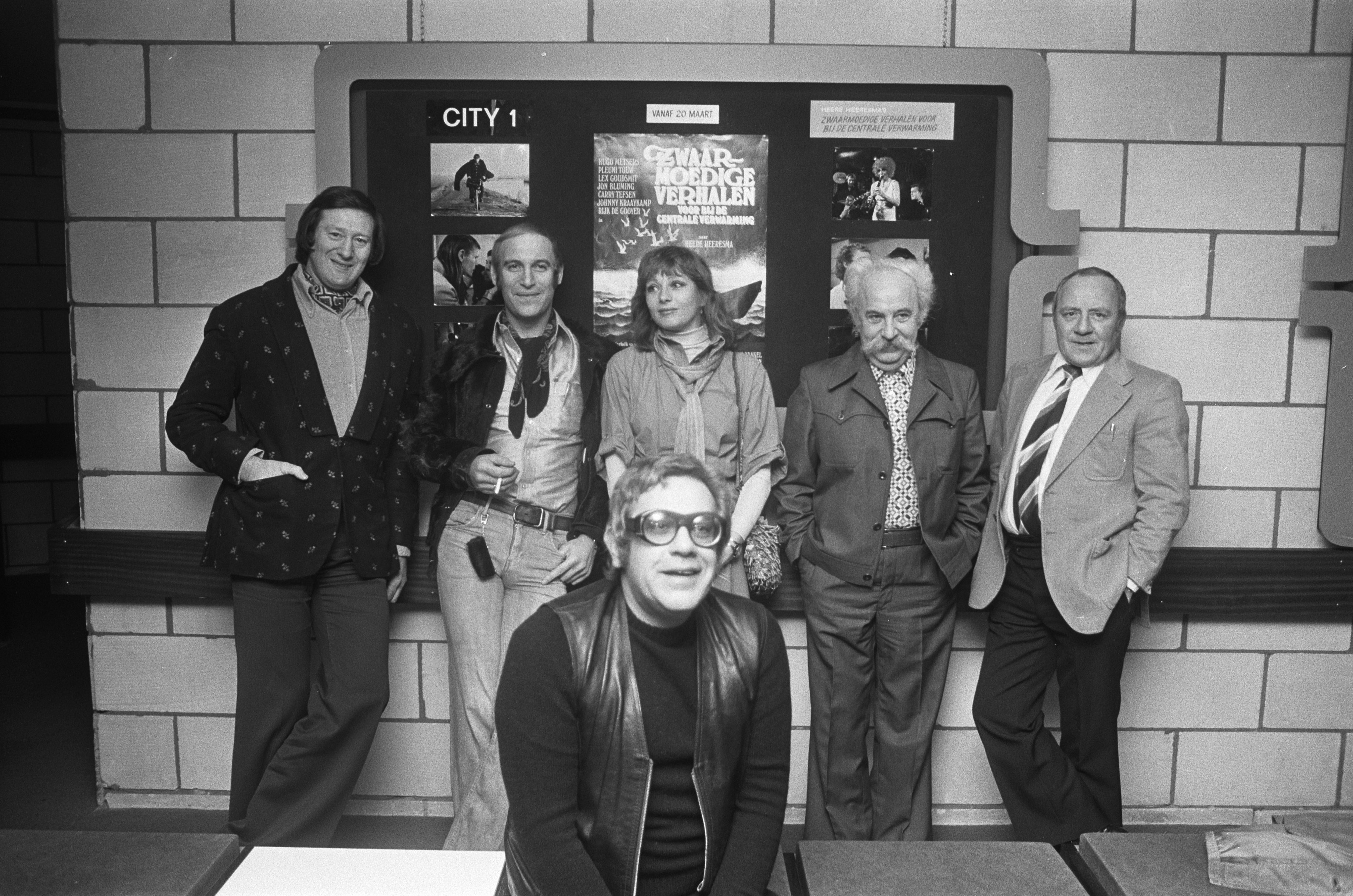
Première du film Zwaarmoedige verhalen à Amsterdam

Cinq ouvrages de Heeresma ont été portés à l’écran :
- Een dagje naar het strand (1962), une première fois en 1969 sur un scénario de Roman Polanski  et une réalisation de Simon Hesera sous le titre A day at the Beach et une deuxième fois en 1984 par Theo van Gogh.
- De verloedering van de Swieps produit en 1967 par Erik Terpstra et Rob du Mée.
- Quatre des cinq contes de Zwaarmoedige verhalen voor bij de certrale verwarming seront adaptés en 1975 en un seul film, mais avec quatre réalisateurs différents : Bas van de Lecq, Guido Pieters, Emie Damen et Noucka van Brakel.
- Geef de mok eens door, Jet!, sera produit par Frans Weisz en 1975 sous le titre Heb medelij, Jef!
- Han de Wit gaat in ontwikkelingshulp paraîtra en 1990 sous le titre Han de Wit du réalisateur Joost Ranzijn.

## Œuvre
- Kinderkamer (1954)
- Bevind van zaken (1962)
- Een dagje naar het strand (1962)
- De vis (1963)
- Juweeltjes van waterverf (1965)
- De verloedering van de Swieps (1967)
- Geef die mok eens door, Jet! (1968)
- Gelukkiigen paren, Eerste boek, Tweede boek, Derde boek, sous le pseudonyme Johannes de Back (1968), réédité sous son propre nom en 1982
- Over de last der lusten, sous le pseudonyme Johannes de Back (1969)
- Hip hip hip voor de Antikrist (1969)
- Fijne mensen en hun verborgen wensen! sous le pseudonyme Johannes de Back (1969)
- Teneinde in Dublin (1969)
- Sex-annonces, Belevenissen van speelse echtparen, sous le pseudonyme Johannes de Back (1969)
- Nylon slipjes, suivi de De gulp en de bikini, sous le pseudonyme Rochus Bandera (1969)
- Zij die wijd geschapen zijn, sous le pseudonyme Ben Bulla (1969)
- Han de Wit gaat in ontwikkelingshulp (1972)
- Langs berg en dal klinkt hoorngeschal... (1972)
- Hallo hallo... bent u daar, Plotsky? Heeresma's spy special (1973)
- Zwaarmoedige verhalen voor bij de centrale verwarming (1973)
- Vader vertelt (1974)
- De sterke verhalen (1974)
- Jeugdzonden en ander oud zeer (1975)
- Mijmeringen naast m'n naaimachine (1975)
- Enige portretten van een mopperkont (1977)
- Hier mijn hand en dáár je wang: wat intieme correspondentie (briefwisseling met Laurie Langenbach) (1978)
- Eens en nooit weer... (1979)
- Beuk en degel (1982)
- Een hete ijssalon (1982)
- Femine (1983)
- Gajes (1983)
- Gelukkige paren (1984)
- Spreekt met Winter en 't komt in orde... (1986)
- Waar het fruit valt, valt het nergens (1986)
- Geschoren schaamte (1987)
- Hallo mopperkont! Dag Bets... (1988)
- Eén robuuste buste, één!... (1989)
- Juichend langs de einder... (1990)
- Zingend langs de deuren (1991)
- Dronken deuren: uit een verzopen verleden (1992)
- Beuken & eikels (1992)
- Damesverband (1992)
- Zacht gelag (1996)
- Heeresma's Pompen of... (1998)
- Vlieg vogel vlieg met me mee tralala" (2000)
- Een jongen uit plan Zuid '38-'43 (2005)
- Een jongen uit plan Zuid '43-'46 (2005)
- Kijk, een drenkeling komt voorbij (2006)
- Kaddish voor een buurt (Inleiding Anton de Goede) (2013)

## Autres publications
- Deze verzen en gedichten, die poëzie ook (1974)
- Heeresma helemaal (1978)
- Autobiografisch (1983)
- Helemaal Heeresma (1997)
- Bleib gesund! (lettres; 2015)
- Heeresma Houdbaar (anthologie; 2024)